# Gijs Numan

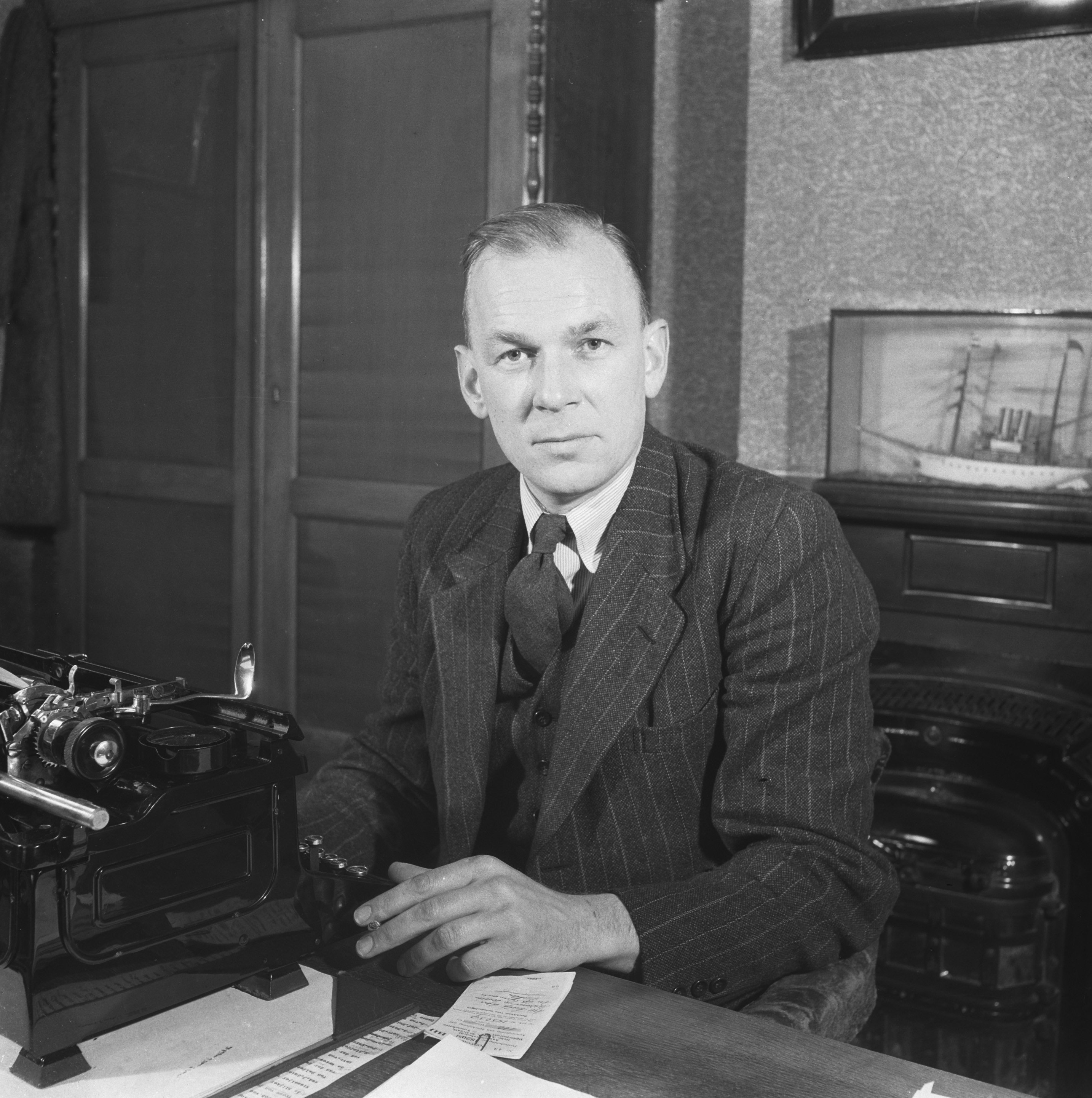
Burgemeester G.J. Numan (1945)

Gijsbert Jan (Gijs) Numan (Arnhem, 24 juli 1906 – 20 januari 1982) was een Nederlands verzetsstrijder en burgemeester.
Hij werd geboren als zoon van Gijsbert Jan Numan (1878-1938; brievenbesteller) en Geurtje Cornelia van Soest (1883-1964). Hij was werkzaam als commies bij de afdeling Algemene Zaken van Arnhem. Tijdens de Tweede Wereldoorlog was hij onder de pseudoniemen 'Groote Gijs' en 'Guus Bremer' actief in het verzet. Nadat hij door de SD was opgepakt lukte het hem een dag voor zijn doodsvonnis voltrokken zou worden te ontsnappen uit het bankgebouw in Velp waar hij opgesloten was. Toen het Canadese leger in april 1945 oprukte naar Apeldoorn wist hij samen met Albert van de Scheur door de frontlinie te komen en de Canadezen te overtuigen dat een artilleriebeschieting van die stad niet nodig was omdat er nog amper Duitsers waren om Apeldoorn te verdedigen. In mei 1945 werd Numan waarnemend burgemeester van Putten en vanaf september 1946 was hij de burgemeester van Harderwijk. Na bijna 25 jaar ging hij daar met pensioen waarop hij begin 1982 op 75-jarige leeftijd overleed.